# Cassiopeia (filme)
Cassiopeia (também conhecido como Cassiopeia - O Filme) é um filme de animação digital brasileiro produzido e realizado pela NDR Filmes e lançado no ano de 1996 pela PlayArte, dirigido pelo animador Clóvis Vieira. O filme conta a história do planeta fictício Ateneia, localizado na constelação real de Cassiopeia, que um dia é atacado por invasores do espaço que começam a sugar sua energia vital. Um sinal de socorro é enviado para o espaço sideral pela astrônoma local, Liza, e recebido por quatro heróis que viajam através da galáxia para salvar o planeta.
Cassiopeia compete duramente com o estadunidense Toy Story (da Disney/Pixar) pelo título de primeiro longa animado totalmente feito em CGI do mundo. Apesar de Cassiopeia ter sido lançado quase três meses depois de Toy Story, os estadunidenses usaram moldes de argila que foram escaneados digitalmente (o que não tornaria Toy Story 100% digital), enquanto a produção brasileira foi totalmente realizada em CGI, sem nenhum escaneamento exterior de imagens ou vetorização de modelos reais. Os produtores do filme brasileiro chegaram a acusar a Disney de tentar sabotá-lo, planejando uma invasão nos estúdios da NDR para furtar CDs com o trabalho do filme e, consequentemente, atrasando o seu lançamento, mas os produtores brasileiros jamais apresentaram provas do que alegaram.
O filme foi lançado em fevereiro de 1996 nos cinemas brasileiros. Em 2017, a Associação Brasileira de Críticos de Cinema (Abraccine) realizou uma pesquisa para nomear as cem melhores animações brasileiras da história e Cassiopeia ocupou a décima quarta posição na lista final.

## Enredo
O planeta fictício Ateneia, localizado na constelação real de Cassiopeia, é um lugar habitado por seres robóticos que moram em construções cujo formato lembra um circuito e utilizam uma espécie de energia colhida de sua estrela para viverem. No centro de controle do local, a Drª. Liza e seus pesquisadores descobrem que um estranho corpo localizado a alguns quadrantes do planeta está causando a redução da energia vital de Ateneia, comprometendo seriamente a sobrevivência dos seres do planeta. Os pesquisadores enviam sensores até o espaço para descobrirem o que está ocorrendo mas os radares são destruídos pelo estranho objeto, embora seja possível perceber, antes da destruição dos sensores, que aquilo se trata de uma gigantesca nave. Dentro dela, encontram-se maléficos seres invasores e piratas liderados pelo Comandante Shadowseat que estão roubando a energia do planeta para si próprios. Os vilões tentam forjar uma comunicação benevolente com o centro de controle de Ateneia, mas são rapidamente descobertos pelos pesquisadores do planeta, embora estando sejam incapazes de fazer algum esforço contra eles. Apesar de próximos do planeta, os tripulantes de Shadowseat são incapazes de detectarem o local exato de Ateneia e buscam arduamente a origem dos sensores, descobrindo apenas o quadrante de onde vieram os radares.
Conforme a energia vital de Ateneia vai diminuindo por causa dos invasores, os moradores do pequeno planeta vão ficando cada vez mais fracos. Incapazes de enviar um pedido de socorro, Liza sugere que as quatro "cápsulas de resgate" com mensagens em código - e nunca usadas previamente - sejam lançadas pelo espaço para que alguém venha salvar o planeta. Antes do lançamento das cápsulas, o planeta é posto em estado de hibernação enquanto sua população se recolhe em seus domicílios para pouparem energia. O capitão da nave de Shadowseat e seu imediato são enviados até o quadrante de origem dos supracitados radares destruídos de Ateneia que fora descoberto pela tripulação da nave-mãe dos vilões. Enquanto isso, num último esforço da Drª Liza, que agora encontra-se bastante fraca no interior do centro de controle de Ateneia por conta da baixa energia do planeta, as cápsulas de socorro são finalmente lançadas. As quatro cápsulas, entretanto, são descobertas pelo capitão e pelo imediato da Nave-Mãe e os mesmos decidem destruí-las. As tentativas de destruição foram em vão pois o material delas mostra-se resistente contra os raios destruidores da pequena nave dos vilões. Eles, então, decidem modificar os cursos e alterar os dados das mesmas. Os maléficos conseguem realizar alterações em três delas, mas, ao perceber a mudança nos cursos das cápsulas no centro de controle, Liza consegue salvar a última delas antes de finalmente desmaiar por causa da baixa energia. A quarta capsula, então, sai em disparada ficando longe do alcance da nave dos vilões, embora eles tenham conseguido modificar apenas os dados codificados do objeto. O capitão, porém, decide registrar em seu relatório que as quatro cápsulas tiveram seus dados alterados sem nenhum problema e ordena seu imediato a não contar nada sobre o ocorrido ao Comandante.
Enquanto isso, no 9° plano existencial da constelação de Pegasus, Chip e Chop, dois robôs pertencentes a uma equipe de guardiões da galáxia, estão em uma missão combatendo um intruso em um sistema galático vital. Após combaterem o inimigo, os dois amigos encontram uma das cápsulas de resgate orbitando perto dali e a recolhem para análise no laboratório da equipe. Ao voltarem para a base, eles se encontram com os outros dois integrantes do grupo, Feel e Thot, e todos examinam a cápsula. Eles descobrem a dimensão de origem do objeto mas encontram dificuldade na obtenção de dados, uma vez que eles foram apagados pelos capangas de Shadowseat. Ainda assim, examinando a cápsula, os heróis identificam um canal de comunicação que ela está fazendo com as outras três e partem com sua nave em busca das cápsulas restantes.
Na nave dos inimigos, o imediato resolve trair seu capitão e notifica o Comandante Shadowseat que uma das cápsulas escapou de ser adulterada, causando a fúria do Comandante e o afastamento do capitão de seu cargo. O imediato, por sua vez, pede a ocupação do cargo a Shadowseat por conta de sua "lealdade", mas o Comandante o nega, temendo ser o próximo a ser traído por ele. A tripulação da nave-mãe ainda procura duramente a origem das cápsulas.
Longe dali, os quatro heróis estão à procura das outras três cápsulas. Eles encontram a segunda cápsula em um dos anéis de um implícito planeta. O grupo tem alta dificuldade ao resgatar o objeto, pois o mesmo encontra-se bem no meio dos anéis rochosos cristalinos que se atraem e repelem violentamente. Em meio a isso, a nave da pequena tripulação é atingida seriamente por um desses cristais, obrigando os seres a utilizarem uma "nave reserva". Após isso, a equipe consegue coletar a cápsula e resgatar Chip, que havia saído através de uma parte móvel da nave para ajudar na busca do objeto em meio aos perigosos cristais, e todos partem em busca da terceira cápsula de resgate.
A terceira cápsula é detectada em um planeta isolado. Desembarcando lá, Thot e Chip acabam por conhecer o inventor e pintor Leonardo (uma referência clara a Leonardo da Vinci) e seu mascote Galileu (seu nome possivelmente alude a Galileu Galilei). Estes revelam que estão com a guarda da terceira cápsula e a cedem para Chip e Thot. Após coletarem a cápsula, os agentes se despedem de Leonardo e Galileu e rumam de volta para a nave em busca da última cápsula. Enquanto isso, os vilões conseguem detectar dois prováveis locais onde o planeta de origem das cápsulas possa estar e decidem enviar duas frotas para cada lugar para procurarem o planeta ao qual estão roubando a energia e destruírem as centrais energéticas do mesmo.
Os heróis guardiões encontram a quarta e última cápsula localizada bem próxima de um buraco negro, o que torna o resgate do objeto perigoso. Apesar do perigo iminente, o grupo consegue coletar a cápsula, mas se desolam quando descobrem, através dos códigos adulterados dos objetos, uma relação de mais de 1300 planetas que poderiam ter lançado as cápsulas, pois a verificação de todos os corpos celestes da lista gastaria muito tempo. Isso faz com que os heróis percam a esperança de realizar algum esforço para socorrer o planeta em apuros, mas Chip se lembra que todos os planetas possuem um padrão sonoro vibratório e rapidamente buscam descobrir qual dos corpos está com adulteração no padrão. Através desse modo, os quatro amigos finalmente descobrem que o planeta que está em apuros é Ateneia e partem imediatamente rumo a ele.
Ao chegarem lá, os heróis se deparam com o pré-ataque das naves de Shadowseat e descobrem que Ateneia está em estado de hibernação e quase sem energia. Eles se locomovem até o centro de controle e transferem toda a energia da nave para os principais prédios de Ateneia. Feel encontra todos os funcionários desacordados no centro de controle, sendo que um deles desperta e ajuda nas tarefas de salvação do planeta; no laboratório, Thot encontra Draª Liza em estado bastante crítico com pouquíssima energia, e é levada para um restaurador enquanto o grupo tenta restabelecer energia para o planeta. Através de naves similares a caças, os capangas de Shadowseat iniciam o ataque à estação de energia, mas são impedidos parcialmente pela nave dos quatro heróis. Os capangas chamam reforços para destruírem a pequena nave dos heróis enquanto mais naves se dirigem até a central de energia de Ateneia, tomando total controle da situação. Porém, quando tudo parece estar perdido, Leonardo e Galileu surgem nos céus de Ateneia guiando naves em diversos formatos satisfatoriamente armadas feitas por ele próprio, para a surpresa de todos, que se perguntam como eles chegaram até ali. Leonardo e Galileu passam a ajudar o grupo de heróis na batalha que se segue utilizando suas bugigangas; apesar de ter sua nave derrubada, depois de ter começado dominando as naves dos inimigos por um tempo, Leonardo ainda é capaz de lutar e ajuda o grupo a dominar os vilões com suas armas improvisadas. Pouco depois, Leonardo revela que havia examinado a cápsula que estava em poder dele antes de entregá-la aos robôs heróis e, através dela, descobriu algumas informações sobre sistemas de antigravidade e construiu naves flutuantes para seguirem os heróis, indo parar em Ateneia.
Os inimigos decidem, então, atacarem à distância e se afastam do planeta. Chip e Chop, a bordo de sua nave, os perseguem e são capturados por um dos caças dos capangas; os vilões realizam um superaquecimento na pequena nave dos robôs e eles, por sua vez, decidem utilizar sua última nave reserva para escapar, enquanto a nave anterior explode depois da fuga dos heróis. Com a nova nave, os robôs conseguem aniquilar os vilões atirando nas armas de longo alcance dos capangas e os mesmos fogem. Ao retornarem para a nave-mãe, Shadowseat decidir não atacar mais e apenas esperar captar os últimos estoques de energia antes de fugir.
Os heróis criam um plano para tentar conter o dreno contínuo de energia por parte dos vilões: Chip e Chop se aproximam da nave-mãe dos vilões, que por sua vez acionam um cinturão magnético para cercarem a pequena nave dos robôs. Chip e Chop sofrem diversos ataques orquestrados pelos inimigos, mas conseguem escapar de todos eles. Enquanto isso, Leonardo e Galileu implantam um sistema na órbita de Ateneia para impedir o roubo de energia dos inimigos, mas seus esforços são ineficientes. Galileu então desce sozinho de volta para o planeta até chegar no restaurador onde a Drª Liza está, ele opera uma espécie de mutação no corpo de Liza, transformando-a numa enorme "lua" que passa a refletir toda a energia solar para Ateneia, salvando o planeta da baixa energia. Após isso, as frotas do Conselho Galáctico Central surgem e prendem Shadowseat e seus comparsas; os vilões são condenados à detenção em um planeta isolado de qualquer tecnologia por várias gerações.
Com o lugar seguro, o fluxo de energia de Ateneia está normalizado, pondo fim ao estado de hibernação do planeta e salvando a todos os habitantes. Os conselheiros da central de energia agradecem formalmente os heróis pela ajuda. Leonardo entrega um quadro pintado por ele próprio de Liza (retratada numa pose similar a Mona Lisa) e diz que, se não fosse pelos conhecimentos dela, eles não teriam conseguido salvar o planeta. O filme se encerra com uma visão de Ateneia e sua lua formada pela mutação de Liza juntamente com o sol.

## Elenco (dublagem)
| Ator / Atriz      | Personagem                               |
| ----------------- | ---------------------------------------- |
| Osmar Prado       | Leonardo                                 |
| Jonas Mello       | Shadowseat                               |
| Aldo César        | Comandante do Conselho Galáctico Central |
| Marcelo Campos    | Chip                                     |
| Cassius Romero    | Chop                                     |
| Fábio Moura       | Feel                                     |
| Hermes Barolli    | Thot                                     |
| Rosa Maria Baroli | Liza                                     |
| Ezio Ramos        | Conselheiro                              |
| Flávio Dias       | Conselheiro                              |
| Francisco Bretas  | Robô                                     |
| Élcio Sodré       | Capitão / Imediato                       |
| Carlos Silveira   | Engenheiro                               |
| Cecília Lemes     | Voz ambiental dos heróis                 |

## Produção
A produção de Cassiopeia foi dirigida pelo animador Clóvis Vieira e contou com uma equipe de 3 diretores de animação e 11 animadores, trabalhando em uma rede de 17 microcomputadores 486 DX2-66. O primeiro modelo de personagem foi feito em um 386 SX de 20Mhz. O software utilizado foi o Topas Animator da Crystal Graphics, que já estava obsoleto na época da produção.
O filme começou a ser produzido em janeiro de 1992 com a modelagem dos ambientes e dos personagens e com a criação da história e do roteiro. Os personagens e cenas foram concebidos a partir de figuras geométricas básicas, como esferas, cubos e cilindros, facilitando o processo de renderização.
A partir de janeiro de 1993 foi iniciado o processo de animação. O trabalho de geração de imagens terminou em agosto de 1995. A trilha sonora foi completada em dezembro de 1995, e a primeira cópia ficou pronta em janeiro de 1996.

### Dificuldades na produção
Faltando apenas 6 meses para a conclusão do filme os estúdios da NDR foram invadidos e alguns CDs que arquivavam alguns processos já feitos de Cassiopeia foram roubados, obrigando a produtora a refazer diversas cenas, acarretando posteriormente no atraso de seu lançamento.
Outra grande dificuldade foi arranjar uma empresa que distribuísse o filme. A PlayArte aceitou distribuir o filme na época, porém o período de divulgação coincidiu com as Olimpíadas de 1996, fazendo com que o filme perdesse muita atenção da mídia, que pouco divulgou sobre seu lançamento nos cinemas. Era muito difícil de se ver teasers do filme nas emissoras brasileiras (com exceção da TV Cultura, que na época estavam muito focadas no já citado evento desportivo.

## Repercussão

### Lançamento
O filme entrou em cartaz nos cinemas do Brasil a partir de 1º de fevereiro de 1996. O filme ainda fez parte de uma sessão especial para crianças no dia 11 de abril de 1996, na cidade de Curitiba capital do Estado do Paraná para 261 alunos do projeto PIÁ (projeto de educação integrado da prefeitura desta capital) num programa elaborado pela Fundação Cultural de Curitiba.
O filme foi lançado em DVD no ano de 2005 pela Cultura Marcas.

### Recepção crítica
Em abril de 2021, o filme possuía uma média de 2,9 numa escala que varia de 0 a 10 baseado em 7 críticas dos usuários do site AdoroCinema. No IMDB o filme possuía uma nota de 6,7 estrelas baseado em 204 avaliações do público.
A Associação Brasileira de Críticos de Cinema (Abraccine) classificou Cassiopeia como a décima quarta melhor animação brasileira da história numa lista com cem produções.

## Primazia e controvérsia
Cassiopeia, embora não goze do mesmo status ou projeção internacional, disputa com a animação norte-americana Toy Story o título de primeiro filme de animação totalmente digital. A polêmica gira em torno dos critérios para se estabelecer o que é um filme inteiramente digital. Existe um argumento em favor da primazia de Cassiopéia, uma vez que a produção brasileira foi criada a partir de modelos inteiramente virtuais, sem uso de modelos físicos, da modelagem às texturas, enquanto a Pixar Studios criou os moldes para as cabeças dos personagens principais em argila, sendo posteriormente digitalizados com o Polhemus 3D.  Essa diferença de critérios é defendida pelos animadores brasileiros como argumento para considerar Cassiopeia o primeiro filme totalmente feito em CGI, mesmo tendo sido lançado meses após Toy Story.
Segundo Clóvis Vieira, quando os produtores da Pixar souberam que Cassiopeia já estava com 40 minutos do filme prontos, aceleraram-se para produzir Toy Story, tendo, inclusive, usado rotoscopia para se agilizarem. Em uma entrevista para o Risca Faca, Clóvis afirmou: 
[...] A Disney soube que estávamos fazendo um filme totalmente digital. Quando perceberam que estávamos na frente, correram para a Pixar, de Steve Jobs, que tinha projetos na área. Então, a Disney jogou US$ 30 milhões no colo de Jobs para terminar antes que nós. Pessoalmente, fico feliz em fazer a Disney e Jobs terem corrido atrás de nós por algum tempo. Hoje, perdemos de mil a zero. Mas essa disputa fez bem a ambas as partes”.
Segundo Patrícia De Rossi, filha do produtor Nello de Rossi, existe ainda uma suspeita que a Disney foi responsável pelo supracitado "assalto" aos estúdios da NDR para beneficiar os estadunidenses: "Foi proposital pra Disney dizer que lançou antes. Os americanos gostam de fazer primeiro. A gente acredita que foi uma sabotagem intencional". Porém, nada foi provado até hoje sobre os autores do furto.

## Legado
Ao contrário de seu principal rival, Cassiopeia caiu no esquecimento do público: enquanto que a produção norte-americana originou uma franquia com quatro sequências por conta de seu enorme sucesso, a produção brasileira é pouquíssimo lembrada. Os produtores do filme tentaram fazer uma sequência que utilizaria equipamentos e softwares de ponta, com o 3ds Max sendo a principal ferramenta, porém o projeto foi engavetado no ano de 2002 por falta de investimentos e a falência da NDR Filmes.
Todavia, o diretor Clóvis Vieira se diz orgulhado do filme: "[..] Tiramos leite de pedra. [...] Fizemos o máximo que alguém no Brasil faria nas mesmas condições”, e conclui: “Não rendeu dinheiro, mas durmo feliz sabendo que um dia rivalizei com Steve Jobs e a Disney.”
Cassiopeia pode ser visto integralmente no YouTube. O longa foi postado no site com a própria autorização do diretor Clóvis Vieira. [carece de fontes?]

## Exibição na TV
O filme foi exibido pela primeira na vez na televisão paga na TV Rá-Tim-Bum no dia 25 de agosto de 2005, e na TV aberta pela TV Cultura no dia 12 de outubro de 2005, como parte das comemorações do Dia das Crianças. Ambas as emissoras pertencem à Fundação Padre Anchieta.